# Google URL Shortener
Google URL Shortener, também conhecido como goo.gl, é um serviço de encurtamento de URL descontinuado oferecido pela Google. Foi lançado em dezembro de 2009, inicialmente usado para a Google Toolbar e o Feedburner. A empresa lançou um site separado, goo.gl, em setembro de 2010.
O usuário pode acessar uma lista de URLs que foram encurtadas no passado depois de fazer login em sua Conta do Google. Dados analíticos em tempo real, incluindo tráfego ao longo do tempo, referências principais e perfis de visitantes foram registrados. Por segurança, a Google adicionou a detecção automática do sistema de spam com base no mesmo tipo de tecnologia de filtragem usada no Gmail.
O serviço não está aceitando novos usuários desde 13 de abril de 2018 e a Google interrompeu o serviço para usuários existentes em 30 de março de 2019. Ligações criadas anteriormente ainda redirecionam para seu destino anterior. Ele foi sucedido pelo Firebase Dynamic Links, mas as ligações existentes não se tornaram Dynamic Links automaticamente.